# Gesine Ruge

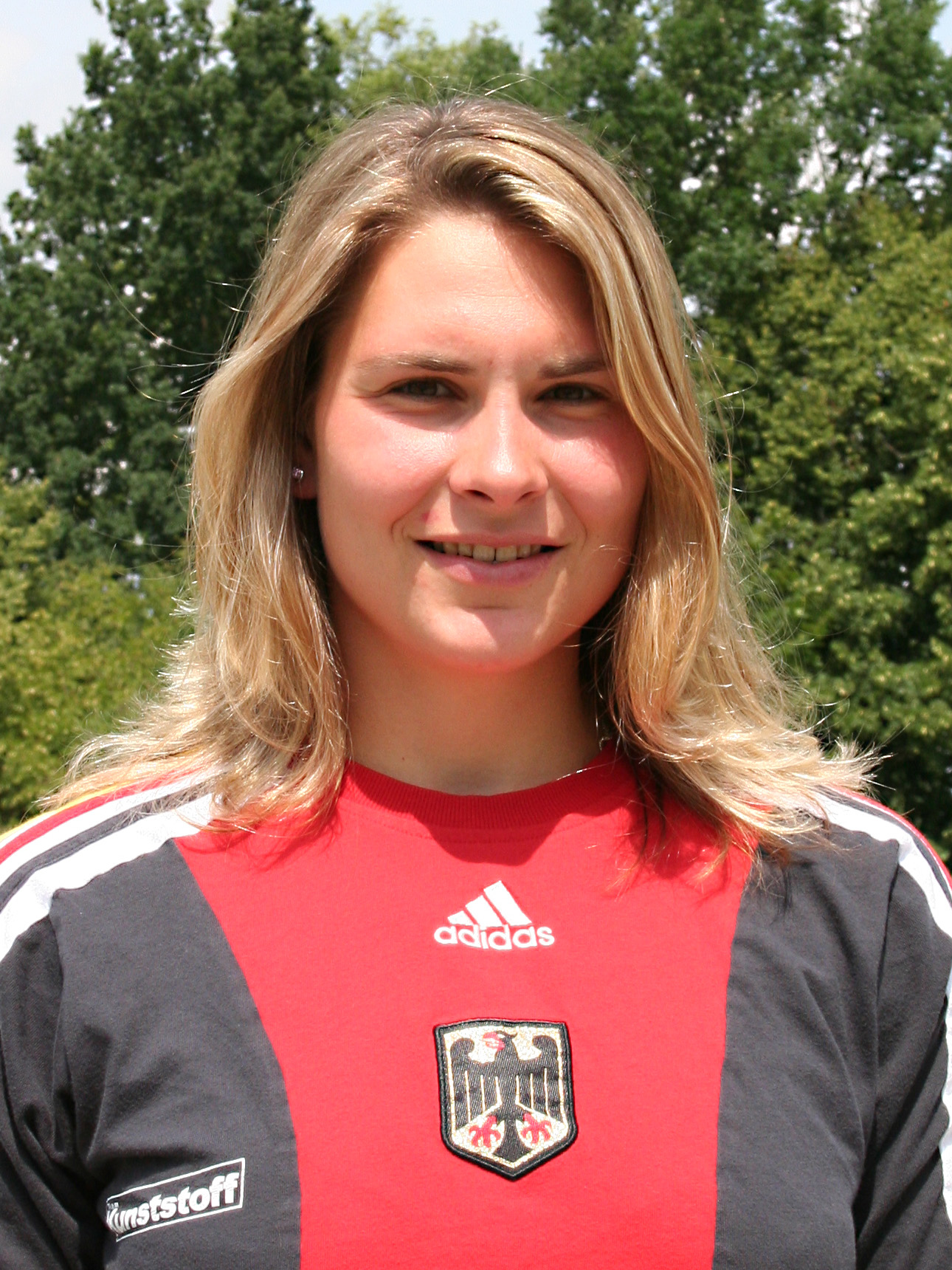

Gesine Ruge (* 30. Mai 1985 in Erfurt) ist eine deutsche Kanutin. Sie ist für den Kanuverein Laubegast Dresden aktiv. Ihr Heimtrainer ist Kay Vesely.
Bei den Kanurennsport-Weltmeisterschaften 2007 gewann sie im Zweier-Kajak über 1000 m zusammen mit Judith Hörmann eine Gold-Medaille und im Vierer-Kajak über 1000 m eine Bronze-Medaille.
Ruge ist Lehrerin für Sport und Englisch.
Sie lebt in Leipzig.

## Sportliche Erfolge
- 2000–2003 7× Deutsche Meisterin
- 2004 Deutsche Meisterschaften, München, 3. Platz (K2-6000 m)
- 2006 Europameisterschaften, Racice, 2. Platz (K2-1000 m)
- 2006 Europameisterschaften, Racice, 2. Platz (K4-500 m; 200 m)
- 2006 Weltmeisterschaften, Szeged, 3. Platz(K2-500 m)
- 2007 Europameisterschaften Pontevedra, 2. Platz (K4-1000 m)
- 2007 Weltmeisterschaften Duisburg, 1. Platz (K2-1000 m); 3. Platz (K4-1000 m)